# Bolloré
Bolloré è una holding francese fondata nel 1822 con sede a Puteaux nella periferia ovest di Parigi, in Francia. Nata come industria cartaria, ha espanso le sue operazioni a molti altri settori, come il trasporto e la logistica, le distribuzione energetica, i film plastici, la costruzione di automobili e i mass media.
La società impiega circa 28 000 persone in tutto il mondo.
Nel 2004, il gruppo si è classificato tra le prime 200 società europee. La società, che è quotata alla borsa Euronext di Parigi, appartiene alla famiglia Bolloré che ne detiene la maggioranza attraverso una struttura di partecipazione complessa e indiretta. Il presidente e CEO della società è Vincent Bolloré.
Nel dicembre 2021, dopo aver rifiutato di commentare le "voci" di mercato che annunciavano l'intenzione di vendere la sua controllata di trasporti e logistica in Africa, Bolloré Africa Logistics (BAL), il gruppo Bolloré ha annunciato di aver ricevuto un'offerta dal colosso italo-svizzero MSC per questo filiale in Africa.